# 護法運動
護法運動（ごほううんどう）は、1917年から1922年にかけて孫文の指導のもと、中華民国北京政府の打倒を図った運動のこと。中国国民党の歴史の中では「第三革命」とも称される。ただし、日本では護法運動と第三革命は必ずしも同義ではない。（この点は後述する。）ここでの護法の「法」とは中華民国臨時約法を指す。

## 背景

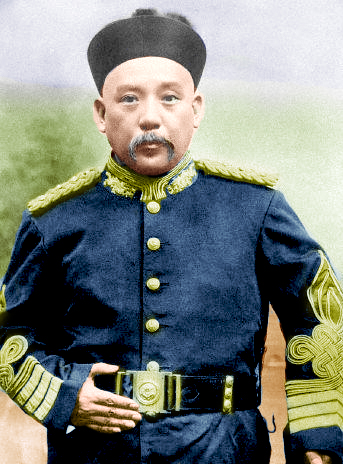
袁世凱

1911年の辛亥革命の後、1913年2月、中華民国臨時約法の規定に従い、第一回国会を開く為の選挙が行われ、1913年4月8日、第一回国会が召集された。国民党は最も多くの票を獲得し、宋教仁が組閣の準備に入ったのだが、宋教仁が暗殺されたことにより、「第二革命」が発生した。その結果、袁世凱は武力で革命を押さえ込み、孫文は日本へ亡命した。
袁世凱は国会を解散し、合わせて、中華民国臨時約法を廃止した。袁世凱は第一次世界大戦中に、日本の対華21ヶ条要求を受け入れ、その後、1915年12月12日皇帝に即位した（洪憲帝制）。蔡鍔等は護国戦争を起こし、袁世凱の皇帝即位に反対し、結果として袁世凱は退位し、1916年6月6日病死した。
袁世凱没後、黎元洪が総統に、段祺瑞が総理に就任し、解散された国会が回復した。しかし、間もなく黎元洪と段祺瑞は中国がドイツに宣戦布告するか否かで対立し、府院の争いが発生した。段祺瑞は参戦を主張したが、黎元洪と国会は参戦を保留した。その後、黎元洪は段祺瑞を総理の任から解き、督軍団団長の張勲を北京に入れたが、しかし、張勲は1917年溥儀の皇帝再即位を要求した（張勲復辟）。張勲復辟の後、段祺瑞が権力奪取に成功し、黎元洪は辞職を要求され、総統の地位は馮国璋が後を襲った。段祺瑞はこの事件を「再造共和」と称し、国会を解散し、また、中華民国臨時約法が既に存在しないことを指示し、梁啓超等と臨時参議院を組織し、新政府を樹立した。

## 第一次護法運動

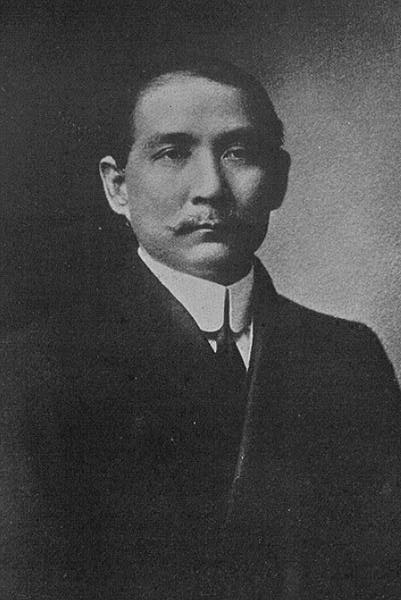
孫文（1917年頃）

1917年7月初め、孫文は上海より広州に戻った。そして、解散させられた国会議員に広州に来て、段祺瑞政府とは別の新政府を組織するよう電報を発した。海軍総長の程璧光は第一艦隊の永豊艦等、9隻の戦艦を率い、孫文を支持し、7月22日広州に到着した。
8月25日、約100名の元・国会議員は広州で国会非常会議を開催し、臨時約法を護る為に、広州で中華民国軍政府を組織すること、大元帥一名、元帥三名を設置し、中華民国の行政権を行使することを会議で決定した（広東軍政府）。
9月1日、非常国会91人の投票の結果、84票で孫文を大元帥に選出し、その他、雲南派の唐継堯と広西派の陸栄廷を元帥に選出した。その他、伍廷芳を外交総長、唐紹儀を財政総長に、程璧光を海軍総長に、胡漢民を交通総長に選出した。孫文は9月10日、李烈鈞を参謀総長に、李福林を親軍総司令に、許崇智を参軍長に、陳炯明を第一軍総司令に任命した。

### 護法戦争
軍政府成立後、広州と北京の両政府が対峙する局面を迎えた。当時、広西省、雲南省といった西南の軍閥が当時最強の勢力が広東軍政府を支持し、また、湖南省の譚延闓、趙恒惕、程潜も広東軍政府を支持した。広西派の陸栄廷の指揮の下、1917年11月、湖南省で段祺瑞の侵攻を退ける事に成功し、それが原因となり、段祺瑞は総理の職から下り、南北は暫しの間、停戦した。
1918年1月、馮国璋は安徽派や直隷派の圧迫を受け、曹錕に湖南へ攻め込むよう命令した。4月、湖南省で護法軍は大敗した。しかし、前線で指揮をしていた直隷派の呉佩孚は段祺瑞の反対も関わらず、広西省・広東省への侵攻を停止し、7月に南北は和議を結んだ。徐世昌は10月に総統就任後、和平を主張し、ここに護法戦争は終了した。

### 軍政府改組
海軍と元帥府の親軍及び二十営の広東派を除き、孫文は広東軍政府の内部で質量ともに軍事的基盤を持っていなかった為、孫文は一度、クーデターを起こし権力の掌握を図った。自ら、海軍に命令し広州督軍府を砲撃させ、広西派打倒を図った。しかし、1917年末、陸栄廷、唐継堯、莫栄新らは唐紹儀と連合会を招集、馮国璋の政治的正統性を承認して連立政権を組織すべきと主張した。
1918年になると、程璧光が広西派につくようになるなど軍政府、非常国会内での広西派の優位はゆるぎないものとなり、5月には軍政府は改組された。孫文は、大元帥の職から去り広州を離れ上海に向った。軍政府では、岑春煊が主席総裁に就任し、ここに第一次護法が終結した。

## 第二次護法運動

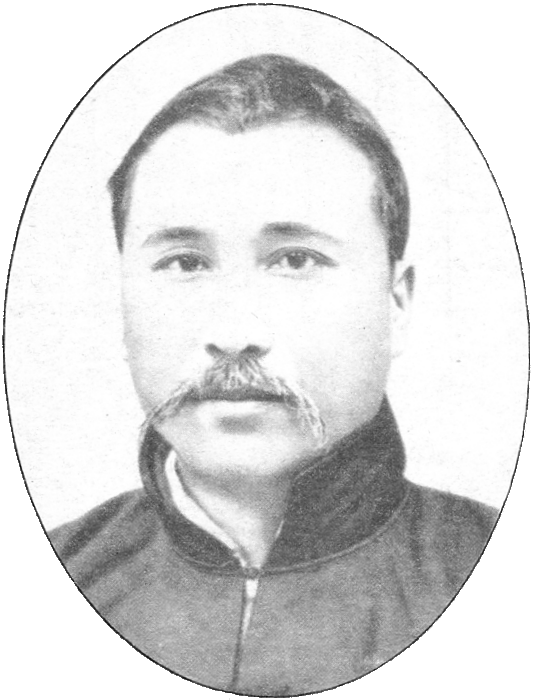
陳炯明

孫文は第一次護法の時、陳炯明は広東省長の親軍の中から取得し二十営の兵力を従わせ、後の、広東派の祖となった。福建省救援を名目に海軍の一部艦隊が潮州市や梅州市の一帯に展開し、一度は福建省の泉州付近まで展開した。1920年、広州の軍政府内部で権力争奪を巡り戦争が発生した（第一次粤桂戦争（zh））。8月、陳炯明の指揮の下、広東軍は広州へ進攻し、雲南派、広西派の軍隊を駆逐した。孫文は、11月に広州に帰還し、再び、軍政府を樹立し、第二次護法を開始した。1921年4月、非常国会が開会され、軍政府が取り消され、正式に中華民国政府であることが決議され、孫文は大総統に選出され、5月に就任した。しかし、広東軍政府は外国の承認を得たものでなかったため、孫文の大総統の合法性について多くの質疑が掛けられた為、しばしば、非常大総統と称される。陳炯明は陸軍総長、内政総長、広東軍総司令兼広東省長になり、巨大な権力を握るようになった。

### 陳炯明の離反
孫文は大総統就任後、すぐに北伐を主張し、中国の武力統一を唱えた。1922年夏、孫文は自ら、韶関に北伐大本営を設置し、自ら督軍を行った。雲南省、江西省、湖南省の軍隊を組織し、江西省にいる直隷派の拠点を攻撃した。孫文と陳炯明とは北伐を巡り対立した。陳炯明は軍事行動を急ぐべきではなく、先に広東省の基盤を固め、聯省自治を実行することを主張した。6月になると、奉直戦争が勃発し、北洋政府の徐世昌は下野し、黎元洪が総統に返り咲き、国会の再度の召集をかけた。陳炯明は護法の目的が達せられたとして、孫文に徐世昌と同時に下野するよう迫った。孫文とその支持者は陳炯明離反と判断し、韶関から広州に戻った。6月16日、陳炯明は総統府を砲撃し（六・一六事変（zh））、孫文は蔣介石、陳策等とともに、永豊艦に乗り、広州を離れ、8月頭には上海に到着した。ここに、第二次護法運動は失敗に終わった。

## 影響
孫文の二回の護法運動は、軍人の支持により開始されたものであったが、軍人の支持を失うことで失敗に終わった。護法運動の後、孫文は、自分で軍隊を創設し革命を進めるようになった。ソ連容共政策が開始され、1923年1月26日、上海における孫文とソビエト連邦代表アドリフ・ヨッフェの共同声明は中国統一運動に対するソビエト連邦の支援を誓約した。孫文・ヨッフェ宣言は、コミンテルン、中国国民党および中国共産党の連携の布告であった。ソビエト連邦の支援の元、1923年2月21日、広東で孫文は大元帥に就任（第三次広東政府）した。コミンテルンの工作員ミハイル・ボロディンは、ソ連共産党の路線に沿いながら中国国民党の再編成と強化を援助するため1923年中国に入り、孫文の主要な顧問となった。ボロディンの進言により1924年、中国国民党に中国共産党員を受け入れる第一次国共合作がなされ、黄埔軍官学校も設立された。護法運動の理念は、強化された中国国民党の軍事力を背景に、最終的に、北伐で結実することになった。
歴史学者の中には、護法運動の手法を以下のように論ずるものもいる。「護法」の名称はついているといえども、広州における非常国会に参加する人数は定足数に毎回達していなかった。このことより、軍政府が成立以来、法定手続に則っていたとは言えない。広東軍政府樹立後も、外国政府はこの政府を正式な政府として承認しなかった。しかし、孫文が軍政府を樹立する以前は、中華民国は表面上の統一を保っていたとする。孫文が別の政府を樹立し、新しい法秩序を建て、運動を展開している間、孫文は何回も北洋政府との和議に反対し、武力による中国統一を図り、結果として中華民国の統一局面を破壊したことになった。以後、数十年の間、中国国内では、各種各様の「革命」「合法」と自称した政府が10から20個乱立し、中国分裂の状態に陥った。
近年発表された研究資料によると、第一次護法運動前に上海から広州に帰還する前に、孫文は第一次世界大戦の中国参戦に反対し、ドイツ帝国政府から200万ドルの資金援助を受けていた。孫文はこの資本で北洋政府が排除した海軍を得、袁世凱によって解散させられた国会議員を広州に集め、国会を開いた。西南の各軍閥の性格は似たようなもので、孫文の資本力が欠けるとすぐに、孫文に離反した。また、当時の広州市民は孫文の招いた軍隊が賭博場を開き、アヘンを販売したことに対しても、政府は革命精神に欠け、市政を蔑ろにしていたので、広東軍政府や孫文にいい感情を持っていなかった。

## 「護法運動（護法戦争）」・「護国運動（護国戦争）」という呼び方
蔡鍔らによる袁世凱帝政への反対運動と護法運動とを峻別し、1917年から1918年にかけての、孫文・広東軍政府の、北京政府に対する戦いのみをむしろ「護法運動（護法戦争・護法の役）」と呼び、また、袁世凱帝政への反対運動のことは「護国戦争（護国運動）」と呼ぶ場合が多い。さらに、護国戦争のことを第三革命と呼ぶ場合も多い。